# Bloody Mary (utwór Lady Gagi)
Bloody Mary – singiel amerykańskiej piosenkarki Lady Gagi z jej drugiego albumu Born This Way. Piosenka został napisana przez Gagę, Fernanda Garibaya i DJ White’a Shadowa, a wyprodukowany przez Gagę i DJ Shadow’a.
Utwór otrzymał pozytywne opinie od krytyków. Warstwa liryczna nawiązuje do tematów religijnych, a tytułowa „Mary” jest uosabiana z Marią Magdaleną. W listopadzie 2022 roku piosenka zyskała popularność na platformie TikTok, co spowodowało wzrost jej globalnej popularności. W grudniu 2022 została udostępniona we francuskich i włoskich radiach i tym samym stała się szóstym singlem promocyjnym drugiej płyty Lady Gagi. Po wzroście popularności utwór wszedł do pierwszej trzydziestki list przebojów w: Czechach, Finlandii, Grecji, Łotwie, Luksemburgu, Polsce, Słowacji, Szwecji, Szwajcarii oraz na Węgrzech i Litwie. W styczniu 2023 utwór pojawił się na liście Billboard Hot 100. Piosenka była wykonywana przez Gagę podczas Born This Way Ball oraz The Joanne World tour.

## Tło i wydanie
23 maja 2011 roku miała miejsce premiera drugiego albumu studyjnego Lady Gagi Born This Way. Na krążku znalazł się utwór „Bloody Mary”, który został napisany przez Gagę, Fernanda Garibaya i White’a Shadowa. Początkowa wersja piosenki została nagrana przez White Shadow w Studios 301w Sydney, a później poprawiona w studiu Fernanda Garibay’a w Los Angeles. Gatunek utworu został zdefiniowany jako Electropop, z elementami Synth popu i Trance. Piosenka zawiera również chorały gregoriańskie „z wysoce skomputeryzowanym chórem przypominającym mnicha wielokrotnie mówiącym »GA-GA«”.
Warstwa liryczna utworu dotyczy wydarzeń opisanych w Biblii, podobnie jak w utworze Judas. Dzień przed premierą albumu Lady Gaga napisała na swoim Twitterze „Utwór Bloody Mary jest o życiu w połowie drogi między rzeczywistością a fantazją”. Po premierze albumu tekst utworu był przedmiotem wielu spekulacji, a sama wokalistka była często dopytywana o interpretacje. 27 maja Gaga wspomniała o piosence na swoim Twitterze, wyjaśniając, że utwór jest zainspirowany Marią Magdaleną. Następnie podczas wywiadu dla magazynu Popjustice wyznała, że jest zafascynowana postacią biblijnej Marii, wyjaśniając:

„Kiedy byłam młodsza, chodziłam do szkoły katolickiej dla dziewcząt, gdzie kazano nam modlić się do Boga i Jezusa, a ja zawsze modliłam się do kobiet. Myślę, że zawsze w moim życiu miałam bardziej kobiecą siłę i nie postrzegałam Boga jako posiadającego płeć patriarchalną. Zawsze modliłam się do Marii z Nazaretu, Marii Magdaleny, lub siostry mojego ojca Joanne, która zmarła, gdy byłam dzieckiem. Modliłam się do Joanne, ponieważ postrzegałem ją jako anioła, który pracuje w niebie u boku Boga, czuwając nade mną(...)To bardzo smutne, że w tych [biblijnych] czasach kobiety były kamienowane za cudzołóstwo lub za robienie innych rzeczy. Kobiety zawsze były celem, więc chyba spojrzałam w swoją przeszłość i wiarę, aby znaleźć w sobie odwagę.”

Tekst został napisany z perspektywy Marii Magdaleny, która jest świadkiem ukrzyżowania Jezusa Chrystusa. W artykule magazynu American Songwriter Alex Hopper wyraził opinię, że Gaga jako Magdalena „decyduje się skupić na miłości, którą Jezus szerzył na świecie (...) Pomimo żalu obiecuje podnieść ten płaszcz i szerzyć miłość na swój sposób: osuszając łzy i tańcząc przez całą noc.”.

## Wzrost popularności w 2022 roku
23 listopada na platformie Netflix został udostępniony serial Wednesday, który opowiada o Wednesday Addams. Kilka dni po premierze serialu na platformie TikTok zaczęła rozprzestrzeniać się scena z filmu, podczas której główna bohaterka serialu (grana przez Jennę Ortegę) tańczy charakterystyczny taniec, a w tle użyta jest piosenka „Bloody Mary” (w serialu Wednesday wykonywała taniec do piosenki „Goo Goo Muck” autorstwa zespołu The Cramps). Taniec Wednesday wykonywany do piosenki Lady Gagi stał się światowym trendem i został wykonany m.in.: Kim Kardashian, Marina Diamandis oraz samą Lady Gagę.
W związku z popularnością utworu na platformie TikTok, piosenka odnotowała znaczne wzrosty odtworzeń na muzycznych platformach strumieniowych. 2 grudnia 2022 roku piosenka została wysłana do francuskiego radia jako singiel, a 23 grudnia miała swoją premierę we włoskich radiach. 7 stycznia 2023 piosenka została wykorzystana w zwiastunie drugiego sezonu serialu Wednesday, a 17 stycznia 2023 roku piosenka została wysłana do amerykańskiego radia.

## Odbiór

Postać Marii Magdaleny posłużyła jako inspiracja do powstania piosenki.

### Reakcja krytyków
Piosenka „Bloody Mary” uzyskała pozytywne recenzje od krytyków. Dan Martin z NME wyróżnił utwór jako jeden z najlepszych z albumu Born This Way i podkreślił jego powiązanie z piosenką „Judas”. Neil McCormick w artykule dla The Daily Telegraph uznał „Bloody Mary” za „słodką piosenką miłosną”, zauważając, że „elegancka, niemal eteryczna melodia płynie delikatnie, nawet gdy chóry mnichów intonują »Ga Ga«”. Adam White z The Independent pochwalił piosenkę, pisząc „Świetna produkcja, piękna produkcja. Wśród wycia, ech i ogólnej upiorności są tu dwie kwestie, w których wokal Gagi wydaje się topnieć i zwijać, i jest to genialne”. Owen Myers z Pitchforka podkreślił gregoriańskie śpiewy piosenki jako jedne z „przyjemniejszych przesadnych gotyckich momentów w albumie”.
Negatywną opinię o utworze wyraził Jody Rosen z Rolling Stone podkreślając, że powodem tej recenzji jest „powolne tempo piosenki, głupia gotycką atmosfera i tekst, który brzmi jak zła poezja licealna”. Evan Sawdey z PopMatters stwierdził, że „pomimo fantazyjnego otwarcia smyczkowego, »Bloody Mary«” jest niezwykle przeciętnym utworem klubowym.

### Sukces komercyjny
W 2011 roku piosenka pojawiła się jedynie na liście przebojów w Libanie, zajmując pierwsze miejsce w zestawieniu Top 20 Airplay. Utwór zyskał popularność pod koniec listopada 2022 roku. W pierwszym tygodniu gwałtownego wzrostu utworu, który rozpoczął się 25 listopada 2022 r., a zakończył 1 grudnia, zdobył 1,8 miliona globalnych streamów, zyskując 509% w oficjalnych strumieniach i 1,133% sprzedaży. W kolejnym tygodniu utrzymał swoją pozycje i znalazł się na liście Billboard Global Excl.
Po wydaniu piosenki jako oficjalnego singla, trafiła na listy przebojów na całym świecie. W Wielkiej Brytanii piosenka weszła na UK Singles Chart 16 grudnia 2022. W pierwszym tygodniu zajęła 57. miejsce, a w czwartym pojawiła się na 22. miejscu, stając się siódmym utworem z albumu Born This Way, który dotarł do pierwszej czterdziestki. We Włoszech piosenka zadebiutowała na 87. miejscu listy Top 100 Singles, a w piątym tygodniu piosenka znalazła się na 20. miejscu. Piosenka dotarła do pierwszej 40 na listach przebojów singli różnych krajów europejskich, w tym zajęła: 31. miejsce na niemieckiej liście przebojów, 30. miejsce na szwedzkiej liście przebojów, 29. miejsce na szwajcarskiej liście przebojów, 23. miejsce na fińskiej liście przebojów oraz 15. miejsce na węgierskiej liście Top 40 singli.

## Występy na żywo

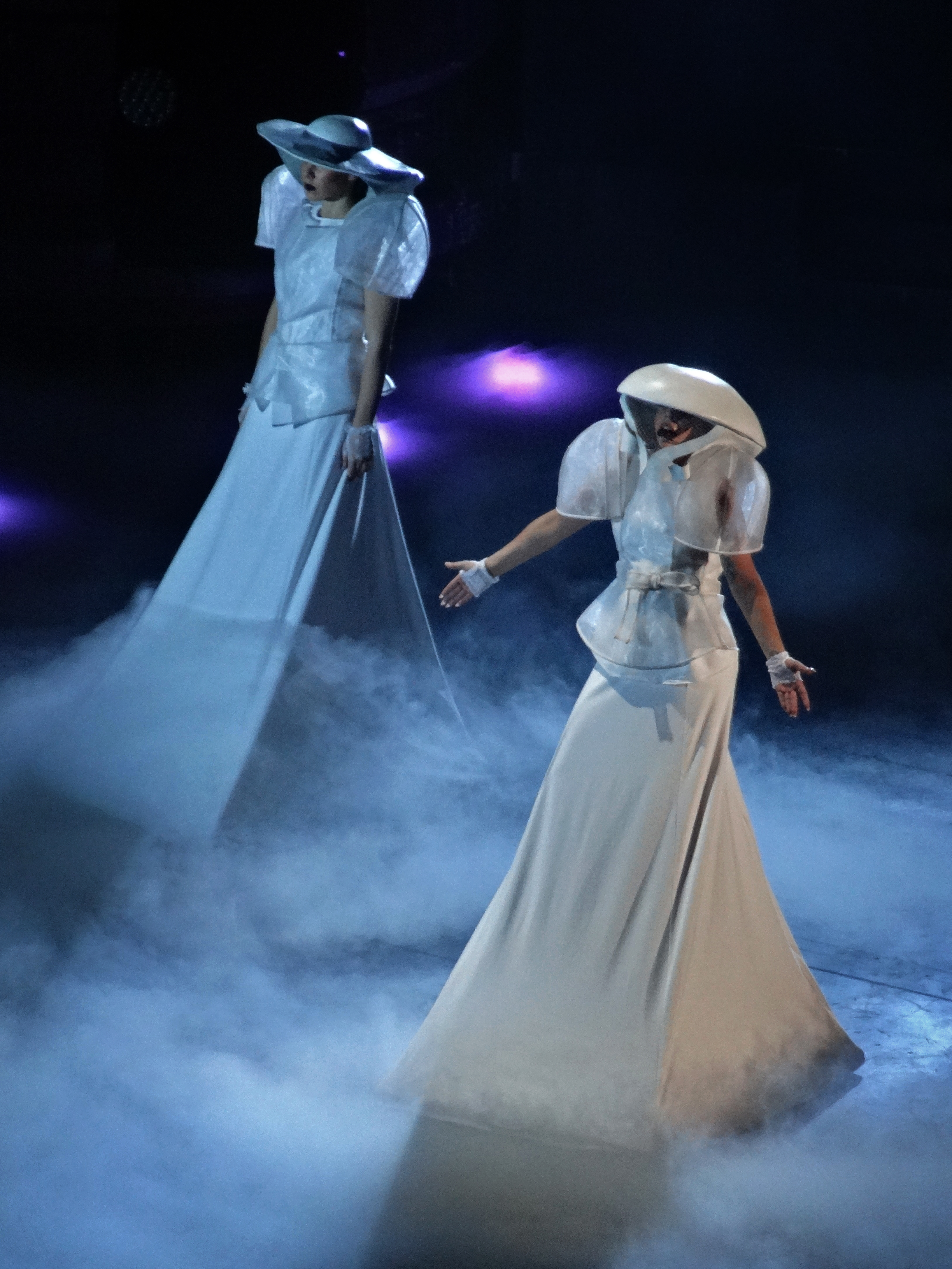
Gaga wykonująca „Bloody Mary” podczas Born This Way Ball (2012)

Gaga wykonywała „Bloody Mary” podczas swojej trzeciej trasy koncertowej, Born This Way Ball, która odbywała się w latach 2012–2013. Piosenkarek była ubrana w biały kostium i wraz z dwoma tancerkami poruszała się następnie po okrągłym pasie startowym na zdalnie sterowanych platformach, z iluzją unoszenia się nad sceną. Utwór rozpoczynał akt piąty, podczas The Joanne World tour, czyli szóstej trasy koncertowej Lady Gagi. Podczas występu miała na sobie czerwony strój i towarzyszyli jej tancerze.

## Notowania tygodniowe
| Lista przebojów (2022-23)           | Najwyższa pozycja |
| ----------------------------------- | ----------------- |
| Austria (Ö3 Austria Top 40)         | 32                |
| Czechy (Singles Digitál Top 100)    | 9                 |
| Francja (Top Singles & Titres)      | 43                |
| Hiszpania (PROMUSICAE)              | 96                |
| Holandia (Single Top 100)           | 97                |
| Irlandia (Singles Chart)            | 80                |
| Kanada (Billboard Canadian Hot 100) | 50                |
| Liban (Lebanese Top 20)             | 20                |
| Litwa (AGATA)                       | 1                 |
| Łotwa (Latvijas Top 40)             | 9                 |
| Niemcy (Media Control Charts)       | 31                |
| Polska (AirPlay – Top)              | 2                 |
| Portugalia (AFP)                    | 60                |
| Słowacja (Singles Digitál Top 100)  | 12                |
| Stany Zjednoczone (Hot 100)         | 41                |
| Szwajcaria (Singles Top 100)        | 29                |
| Szwecja (Sverigetopplistan)         | 30                |
| Węgry (Single (track) Top 40 lista) | 5                 |
| Wielka Brytania (UK Singles Chart)  | 22                |
| Włochy (FIMI)                       | 20                |

## Certyfikacje
| Kraj                         | Certyfikat         | Sprzedaż   |
| ---------------------------- | ------------------ | ---------- |
| Australia (ARIA)             | Platynowa płyta    | 70 000+    |
| Austria (IFPI Austria)       | Złota płyta        | 15 000+    |
| Brazylia (Pro-Música Brasil) | 3x Platynowa płyta | 180 000+   |
| Hiszpania (PROMUSICAE)       | Złota płyta        | 30 000+    |
| Kanada (Music Canada)        | Złota płyta        | 40 000+    |
| Nowa Zelandia (RMNZ)         | Złota płyta        | 15 000+    |
| Polska (ZPAV)                | Platynowa płyta    | 50 000+    |
| Wielka Brytania (BPI)        | Złota płyta        | 400 000+   |
| Włochy (FIMI)                | Platynowa płyta    | 100 000+   |
| Streaming                    |                    |            |
| Grecja (IFPI Greece)         | Złota płyta        | 1 000 000+ |